# Yunfeng (sockenhuvudort i Kina, Zhejiang Sheng, lat 27,98, long 119,38)
Yunfeng (kinesiska: 张家地, 云丰乡) är en sockenhuvudort i Kina. Den ligger i provinsen Zhejiang, i den östra delen av landet, omkring 260 kilometer söder om provinshuvudstaden Hangzhou. Antalet invånare är 1 381. Befolkningen består av 648 kvinnor och 733 män. Barn under 15 år utgör 10,0 %, vuxna 15-64 år 71 %, och äldre över 65 år 17,0 %.
Runt Yunfeng är det ganska tätbefolkat, med 78 invånare per kvadratkilometer. Närmaste större samhälle är Longnan, 9,2 km sydväst om Yunfeng. I omgivningarna runt Yunfeng växer i huvudsak blandskog.
Genomsnittlig årsnederbörd är 2 342 millimeter. Den regnigaste månaden är juni, med i genomsnitt 422 mm nederbörd, och den torraste är oktober, med 61 mm nederbörd.